# わたしの生涯
『わたしの生涯』（わたしのしょうがい、The Story of My Life）は、1903年に本の形で最初に出版されたヘレン・ケラーの自伝で、彼女の初期の人生、特にアン・サリバンとの経験を詳述している。その一部は、1957年のプレイハウス90プロダクション、1959年のブロードウェイ劇、1962年のハリウッド長編映画、そしてインド映画「ブラック」のためにウィリアム・ギブソンによって脚色された。この本は、彼女の教師の一人であり、聴覚障害者の擁護者であった発明家アレクサンダー・グラハム・ベルに捧げられている。

## 出版履歴
ヘレン・ケラーは、まだラドクリフ・カレッジの学生だった1902年に『わたしの生涯』を書き始めた。同年、レディースホームジャーナルに一連の分割払いとして掲載された。翌年、Doubleday, Page & Co.から本として出版された。その本は好評だった。